# Chief Justice of the Gambia
Der Chief Justice of the Gambia deutsch Oberste Richter Gambias ist der Leiter der gambischen Justiz und für die Verwaltung und Aufsicht der Gerichte verantwortlich. Er ist zugleich auch der Vorsitzende Richter des Obersten Gerichtshofs Gambias. Amtsinhaber ist seit den 15. Februar 2017 Hassan Bubacar Jallow.
Richter aus anderen Commonwealth-Ländern waren bereits als Vorsitzende Richter Gambias tätig, der derzeitige Vorsitzende Richter ist jedoch gebürtiger Gambier.

## Rolle

### Ernennung und Entlassung
Artikel 138 der Verfassung Gambias besagt, dass der Oberste Richter vom Präsidenten Gambias nach Rücksprache mit der Justizdienstkommission ernannt wird. Gemäß Artikel 140 übernimmt im Falle einer Vakanz des Amtes des Obersten Richters der nächsthöhere Richter des Obersten Gerichtshofs Gambias (Supreme Court of the Gambia) diese Funktion, bis der Präsident innerhalb von sechs Monaten nach Vakanz der Stelle eine endgültige Ernennung zum Nachfolger des Obersten Richters vornimmt.
Artikel 141 besagt, dass der Oberste Richter nur wegen Unfähigkeit zur Ausübung seines Richteramtes, sei es aufgrund körperlicher oder geistiger Gebrechen oder wegen Fehlverhaltens, seines Amtes enthoben werden kann. Dies kann nur erfolgen, wenn eine Mehrheit der Mitglieder der Nationalversammlung dem Präsidenten einen entsprechenden Antrag vorlegt und die Nationalversammlung über den Antrag mit mindestens zwei Dritteln der Stimmen abstimmt. Anschließend untersucht ein dreiköpfiges Tribunal, von dem eines ein hohes Richteramt innegehabt haben muss, die Angelegenheit. Sollten die Vorwürfe als zutreffend erachtet werden, muss die Nationalversammlung erneut abstimmen. Wird erneut eine Zweidrittelmehrheit erreicht, scheidet der Oberste Richter unverzüglich aus dem Amt aus.

### Pflichten
Gemäß § 64 kann der Sprecher der Nationalversammlung den Obersten Richter ersuchen, eine medizinische Kommission einzusetzen, um die angebliche geistige oder körperliche Unfähigkeit des Präsidenten zur Ausübung seines Amtes zu untersuchen. Geschieht dies, übernimmt der Vizepräsident bis zum Abschluss des Berichts der medizinischen Kommission die Aufgaben des Präsidenten. Gemäß § 67 kann der Sprecher den Obersten Richter ersuchen, ein Tribunal zur Untersuchung von Vorwürfen wegen Fehlverhaltens des Präsidenten einzusetzen, sofern er eine schriftliche Mitteilung erhalten hat, die von mindestens der Hälfte der Mitglieder der Nationalversammlung unterzeichnet ist.
Gemäß § 93 obliegt es dem Obersten Richter, die Wahl eines Sprechers zu leiten. § 143 sieht vor, dass der Oberste Richter „Anordnungen und Anweisungen für den ordnungsgemäßen und effizienten Betrieb der Gerichte erlässt“. Dabei wird er von einem Justizsekretär unterstützt.
Der Oberste Richter leitet die Sitzungen des Obersten Gerichtshofs von Gambia. Er ist außerdem Mitglied des Cadi-Berufungsausschusses gemäß § 137 A (4) und Vorsitzender der Kommission für den Justizdienst gemäß § 145. Um Mitglieder der Kommission für den Justizdienst zu ernennen, muss der Präsident den Obersten Richter konsultieren.

## Geschichte
Richard Graves MacDonnell wurde 1843 zum ersten Obersten Richter Gambias ernannt. Ursprünglich, im kolonialen Gambia, war der Oberste Richter tatsächlich ein oberster Magistrat, der die Anhörungen des Obersten Gerichtshofs von Gambia leitete. Das Gericht hielt drei Sitzungen ab: die Frühjahrssitzung in der ersten Märzwoche, die Sommersitzung in der ersten Juliwoche und die Herbstsitzung in der dritten Novemberwoche. Das Gericht hatte damals die gleiche Zuständigkeit, Autorität und Befugnisse wie der High Court of Justice in England und Wales. 1876 wurde F. H. Spilsbury, der Kolonialchirurg, zum amtierenden Obersten Richter ernannt.